# Rhexoza borealis
Rhexoza borealis är en tvåvingeart som beskrevs av Cook 1975. Rhexoza borealis ingår i släktet Rhexoza och familjen dyngmyggor.
Artens utbredningsområde är Alaska. Inga underarter finns listade i Catalogue of Life.